# 악마의 열매
악마의 열매(Devil's Fruit, 일본어: 悪魔の実 아쿠마노 미[*])는 오다 에이치로의 만화 및 애니메이션인 원피스에 등장하는 가공의 열매이다.

## 설명
악마의 열매는 작중에 등장하는 신비한 힘을 지닌 열매로 바다의 노여움을 산 악마의 화신이라 불린다.
같은 능력의 열매는 전세계에 딱 1개씩만 존재하며 먹을 경우 인간의 힘을 초월하는 특수한 능력을 얻게 되는 대신 바다의 노여움을 사 저주를 받는다 하여 물(바다)에서 맥주병이 되는 페널티를 가지고 있다.
작중 악마의 열매의 가치는 능력에 따라 전부 다르지만 최소한 1억 베리 이상의 가치를 가지고 있다고 한다.

## 형태 및 맛
악마의 열매는 일반 과일처럼 생겼고, 특유의 소용돌이 무늬가 새겨져 있다. 악마의 열매를 먹은 능력자들에 의하면 맛이 매우 형편없다고 전해진다.

## 특징
악마의 열매 복용자에겐 다음과 같은 특징이 생긴다.
- 헤엄치지 못하게 된다.
  - 악마의 열매 능력자는 바다의 저주를 받아 헤엄을 칠 수 없게 된다. 왜냐하면 열매 속의 악마는 바다로부터 저주를 받고 있기 때문이다. 힘이 빠지면서 발버둥 칠 수도 없고 그냥 가라앉는다. 대략 무릎 정도 차있는 물에 닿으면 능력은 쓰지 못한다. 그러나 비에 맞을 때처럼 물에 닿는 면적이 매우 작으면 힘이 빠지지 않는다.
  - 악마의 열매를 복용한 능력자는 헤엄치지 못할 뿐만 아니라 바다에서는 악마의 열매 능력 발현이 불가능하다. 하지만, 초인계의 경우, 일부는 가능하다.

- 열매를 2개 이상 복용할 수 없다.
  - 열매를 2개 이상 복용하면 몸이 산산조각나 죽는다. 이는 위대한 항로의 학자들에 의해 해명됐다. 작품에서 묘사된 적은 없으나, 사례는 있는 듯하다. 하지만, 이형(異形)의 신체 구조를 가진 검은 수염(마샬 D. 티치)는 故 흰 수염(에드워드 뉴게이트)의 흔들흔들 열매를 손에 넣었다. 그리하여, 어둠어둠 열매 자연계 능력자인 검은 수염(마샬 D. 티치)는 초인계 능력자에도 속한다.

- 각성형
  - 이 능력은 드물게 자기 이외에 것도 영향을 미치게 한다. 예를 들면 자신의 능력으로 모든 것을 뒤엎을 수가 있다.

- 악마의 열매 재생성
  - 악마의 열매 능력자가 사망하면 죽은 능력자가 먹었던 악마의 열매가 다시 생기며, 그 열매를 다른 사람이 다시 먹어 죽은 능력자의 능력을 재사용할 수가 있다.

- 악마의 열매 상하관계
  - 악마의 열매들 중에도  능력이 비슷한 악마의 열매들도 많이 있다. 하지만, 그런 악마의 열매들 중에서도 상하관계가 존재한다.
  - 마그마그 열매 > 이글이글 열매
  - 톤톤 열매 > 킬로킬로 열매
  - 무기무기 열매 > 싹둑싹둑 열매
  - 미러미러 열매 & 개개 열매 환수종(모델:구미호) & 병병 열매 > 복사복사 열매
  - 거대거대 열매 & 모아모아 열매 > 미니미니 열매
  - 소리소리 열매 > 고요고요 열매

## 종류
악마의 열매는 크게 초인계(파라미시아), 자연계(로기아), 동물계(조온)으로 나뉘며 악마의 열매 중에는 능력은 알려졌으나 명칭이 정확하게 알려지지 않은 열매도 있다. 동물계 열매 중에는 자연계보다도 희귀한 환수종이 있는데, 흰 수염 1번대 대장 마르코의 능력인 불사조나 前 해군 본부 원수 센고쿠의 대불이 그 예이다.

### 초인계
초인계(超人界/파라미시아)는 인간의 힘을 뛰어넘은 능력자들을 지칭하는 말이다. 주로 자신의 몸이 어떤 사물이나 무기의 형태로 변형하는 형태가 대부분이며 기본적으로 능력자의 원형을 유지한다. 악마의 열매 능력 종류에서 제일 많은 부분을 차지하고 있다. 또한, 자연계 같은 초인계 능력도 있다.
| 이름                     | 능력자                                  | 능력 | 상세 |
| ------------------------ | --------------------------------------- | --- | --- |
| 고무고무 열매            | 故 조이보이 → 몽키 D. 루피              | 신체를 고무처럼 늘릴 수 있는 능력.                                                                      | - 엄청난 신축성과 유연성을 지니게 되며, 오다 에이치로의 말에 의하면 최대 72고무까지 늘어날 수 있다(훈련을 하면 더 늘어날 수도 있다). - 타격, 총격(패기를 사용한 공격은 제외)등의 모든 충격을 흡수해버리며 총알은 탄성력을 이용하여 튕겨낼 수도 있다. 특히 몸이 절연체이므로 전기를 무력화 시키고 자연계 열매 능력자에게 직접 타격도 가능하다. - 늘어난 신체의 빈틈이 있으며 그 빈틈을 적이 이용할 수도 있다. - 날카로운 무기(칼, 창 등등)가 약점. 또한, 불꽃이나 폭발 등의 직접적 공격에도 피해를 받는다. |
| 동강동강 열매            | 버기                                    | 몸을 여러 조각으로 나눌 수 있는 능력.                                                                   | - 한국판 애니메이션에서는 따로따로 열매지만, 이 이름은 KBS판에서만 나온다.(다만 원문의 의미는 따로따로 열매에 가깝다.) - 날카로운 무기로 베는 공격, 참격을 무효시킨다.(베어지는 정도는 제한이 있다.) - 흩어진 몸도 아픔 등의 감각을 느낄 수 있다. - 흩어진 조각들은 발을 기점으로 200m 반경 안에서는 자유롭게 움직일 수 있으며 공중부양 및 비행도 가능하지만 발은 띄울 수 없으므로 이동할 때에는 발을 들고 난다. 만약 이 반경을 벗어나면 통제를 잃고 조종이 불가능해져 땅에 떨어진다. |
| 미끌미끌 열매            | 알비다                                  | 몸을 미끌미끌하게 만드는 능력.                                                                          | - 모든 물리 공격은 피부의 미끄러움 때문에 전부 다 미끄러져 비켜나간다. - 발바닥의 마찰력을 0으로 만들어 초고속 이동도 가능. - 미용 효과도 있는지, 능력자는 굉장히 아름다워진다. |
| 폭폭 열매                | Mr.5                                    | 신체의 모든 것을 기폭시킬 수 있는 능력.(코딱지, 한숨과 같은 분비물도 포함.)                             | - 자신에게 향하는 모든 폭격을 무효시키며 화약을 소화시킬 수 있다.(하지만 우솝이 사용한 매운 탄환에는 무용지물.) - 상대방을 가격함과 동시에 가격한 자신의 팔을 폭파시키는 것도 가능. |
| 킬로킬로 열매            | Miss.발렌타인                           | 자신의 체중을 1kg ~ 10t까지 자유자재로 바꾸는 능력.                                                     | - 1kg 때는 공기처럼 가벼워 하늘을 비행하는 것이 가능하며, 10t 때는 공룡도 깔아뭉개버리는 체중의 위력을 선보인다. - 상대를 깔고 앉은 채 점점 체중 수를 증가시키는 고문 형식으로도 사용 가능. 다만, 느려서 순발력이 뛰어난 상대에게 약하다. |
| 촥촥 열매                | Mr.3                                    | 몸에서 밀랍을 짜내어 조종하는 능력.                                                                     | - 밀랍이기 때문에 불에 매우 약하다. - 굳으면 강철의 강도에 버금가며, 독독 열매의 맹독도 막아낼 수 있다. 하지만, 이글이글 열매, 마그마그 열매, 번개번개 열매의 능력자 앞에선 상쇄 당한다. |
| 우걱우걱 열매            | 와포루                                  | 뭐든지 맛있게 먹어치우는 능력.                                                                          | - 먹은 물체를 변형, 융합시키거나 자신의 신체 일부로 만들 수 있다. - 자기 자신도 먹을 수 있다.(극중에 체격을 줄이고 기동성과 순발력을 위해 사용된 바 있다.) |
| 복사복사 열매            | 故 쿠로즈미 히구라시 → Mr.2 봉쿠레      | 오른손으로 대상을 만지고 나서 그 손으로 얼굴을 만지면 자신이 그 대상과 똑같이 복사되는 능력.            | - 복사대상에는 수 제한이 없으며, 자신이 지금까지 복사해 둔 모든 대상으로 복사가 가능하다. - 기억한 외모들의 부분적인 부분만 합성하여 몽타주를 만드는 것도 가능 - 얼굴뿐만 아니라 체격과 목소리도 같아진다. - 왼손으로 자신의 얼굴을 만지거나, 충격을 받으면 원래의 얼굴로 돌아온다. |
| 꽃꽃 열매                | 니코 로빈                               | 자신의 신체의 일부를 꽃처럼 피우는 능력.                                                                | - 어느 부위든지 능력자 마음대로 피워낼 수 있기 때문에, 한방으로 상대에게 치명타를 줄 때 매우 적합하다. - 피운 몸의 일부가 공격을 받으면, 본체도 데미지가 입혀진다. - 눈에 보이는 모든 것에 자신의 신체를 피울 수 있다. - 피울 수 있는 '꽃'의 개수는 제한이 없다.(여기서 단위 '꽃꽃'은 작가가 직접 만든 단위.) - 수련을 통해 자신의 몸 전체, 즉 분신을 피워내는 것도 가능하다. - 피워낸 신체와 본체는 모든 감각을 공유한다. |
| 싹둑싹둑 열매            | Mr.1, S-호크                            | 몸이 강철 칼날로 변형하는 능력.                                                                         | - 팔뚝은 물론 발목을 포함한 전신을 강철의 칼로 바꿀 수 있다. - 칼날로 변하는 전신은 강철의 경도를 자랑, 웬만한 공격으로는 쉽게 데미지를 입지 않는다. - 칼날로 변형한 몸에서 참격을 날리는 것도 가능. |
| 가시가시 열매            | 미스 더블핑거                           | 몸이 가시로 변형하는 능력.                                                                              | - 신체를 가시로 바꿀 때 자신의 옷도 가시로 바뀌는 형태. - 가시를 이용해 고층 건물의 벽면도 자유롭게 이동 가능. - 돌 벽 정도는 뚫을 수 있으나 쇠뭉치는 뚫지 못한다. |
| 감옥감옥 열매            | 히나                                    | 자신의 신체에 대상이 접촉하면, 접촉한 부위가 철 구속구로 변형해 대상을 포박하는 능력.                   | - 구속구의 강도는 철의 수준. - 능력자의 수준에 따라 크기나 강도가 달라지는 듯 하다. - 구속구의 형태는 실로 다양하며 수갑은 물론 감옥 형태 및 전신용 구속구로도 변형이 가능하다. |
| 스프링스프링 열매        | 베라미                                  | 몸이 스프링으로 변형하는 능력.                                                                          | - 점프력이 비약적으로 높아진다. - 하지만 공중에서는 자유롭게 이동이 불가능. - 고무고무 열매와는 달리, 충격을 흡수하지 못한다. |
| 실실 열매                | 돈키호테 도플라밍고                     | 실을 발산하여 다루는 능력.                                                                              | - 패러사이트'라는 기술로 대상을 꼭두각시처럼 조종하는 것도 가능. - 실의 단면을 와이어처럼 날카롭게 만들어 타인의 신체 일부를 잘라낼 수 있으며, 실을 두껍게 뭉치면 웬만한 건물도 관통할 수 있다. - 실로 구름을 붙잡아 하늘을 자유자재로 다닐 수도 있다. - 실로 자신과 똑같이 생긴 분신을 만들 수 있으며, 분신도 실을 발산하여 공격 기술을 사용할 수 있다. - 외상이나 내상을 입을 경우, 실을 사용하여 회복할 수도 있다. - 각성을 하면, 주변에 있는 것들을 모두 실로 만들어 낼 수가 있다. |
| 느릿느릿 열매            | 폭시                                    | 느림보 빔(닿는 것 전부를 30초 동안 다른 모든 에너지를 남긴 채로 느려지게 하는 빛 입자)을 사용하는 능력. | - 느림보 빔은 빛이라서 거울에는 반사된다. - 느림보 빔은 자신에게도 유효하다. - 느림보 빔을 일부만 맞았다면 그 부위만 시간이 느려진다. - 느림보 빔을 맞고 느려지는 동안 맞은 데미지는 효과가 풀리면 축적되어 돌아온다. - 느림보 빔을 검과 같은 형태로 만드는 것도 가능하다. |
| 문문 열매                | 블루노                                  | 자신의 신체에 닿은 부분이나, 자신이 지정한 대상을 문으로 만들 수 있는 능력.                             | - 원본에서는 '도어도어(door door)노 미' - 아무리 두꺼운 벽이 있어도 능력자가 접촉하기만 하면 그 접촉한 부분은 즉시 문으로 변한다. - 대기를 뚫어 문으로 만들 수 있다. 문 너머는 다른 차원으로 이루어져 있기 때문에, 능력자가 원하는 장소의 대기의 문을 열어 공간이동이 가능하다. - 상대의 신체도 문으로 바꾸는 것이 가능. - 문을 닫으면 그 흔적은 없어진다 |
| 거품거품 열매            | 칼리파                                  | 몸에서 거품을 무한정으로 만들어내는 능력.                                                               | - 능력자의 몸에서 만들어지는 이 거품들은 닿은 모든 것을 깨끗하게 만드는 거품이며, 더러움은 물론 근력까지 씻겨내리기 때문에 거품에 닿은 상대는 일시적으로 서 있을 수도 없게 된다. - 능력을 한 손에 집중시켜 지정한 부위를 닦으면 그 부위는 윤이 번쩍번쩍 날 정도로 깨끗하게 된다, 깨끗하게 하는 것과 동시에 지정한 부위의 전체적인 선을 둥글게 만들기 때문에 만약 이 힘으로 상대의 전신을 닦으면, 상대는 아예 움직이는 것도 할 수 없게 된다. - 거품의 형태는 능력자가 원하는 데로 자유자재로 바꿀 수 있으며, 거품을 한데 모아 커다란 비누로 만들 수도 있고 양모처럼 두텁게 두르는 것도 가능. - 다만, 비누거품의 능력이기 때문에 물로 씻을 수가 있다. |
| 송알송알 열매            | 베리굿                                  | 몸이 마치 포도송이처럼 둥그런 모양으로 흩어지는 능력.                                                   | - 여러 가지 체형으로 들러붙어 결합하기도 한다. |
| 녹녹 열매                | 슈                                      | 몸에 닿은 모든 물체를 녹슬게 하는 능력.                                                                 | - 조로의 칼 유바시리(로그 타운에서 얻은 검은 옻칠이 된 칼집의 칼)를 녹슬게 해서 조로가 그 칼을 사용하지 못하게 되었다. - 철이나 금속, 나무는 물론이고 인간의 관절을 녹슬게 할 수도 있다.(애니메이션판의 설정) |
| 바퀴바퀴 열매            | 샤링글                                  | 몸이 자동차 바퀴처럼 변하는 능력.                                                                       | - 원래 '최초로 일본이름이 두글자 반복이 아닌 열매'라 알려져 있으나, 일본 명칭은 '샤리샤리노 미'로 두글자 반복이 맞다. |
| 부활부활 열매            | 브룩                                    | 죽었을 때 한번만 더 살아날 수 있는 능력.                                                                | - 일본판에서는 황천황천의 열매(요미요미노 미) - 살아있을 땐 그저 맥주병으로만 되는 굉장히 쓸모없는 능력이지만 능력자가 죽었을 때 능력이 발동되며, 능력자의 영혼은 저승 세계에서 다시 현세로 돌아올 수 있게 된다. - 능력자의 신체가 썩어 백골이 되어도 영혼이 다시 들어가게 되면 그 상태로 다시 생명 활동이 가능해짐. - 본래 생명이 끝나면 영혼은 저승으로 떠나야 하지만 부활부활 열매의 능력으로 인해 한 번 더 되살아난 영혼은 육체와 별개로 행동하며 자신만의 에너지를 분출하는 것이 가능해진다. 그렇기 때문에 브룩은 음악에 자신의 영혼 에너지를 담아 사람의 마음을 홀리게 하고 또 그걸 이용해 환각도 보이게 할 수 있으며, 영혼을 완전히 육체와 분리시켜 일시적으로 유체이탈이 가능하다. 또, 몸이 부서지거나 분리되어도 혼이 작용하기 때문에 재생도 가능하다. |
| 그림자그림자 열매        | 겟코 모리아                             | 그림자를 지배하는 능력.                                                                                 | - 상대의 그림자를 강탈하여 그 그림자를 시체에 넣으면, 그 시체는 움직이는 좀비가 된다. - 능력으로 만들어진 좀비는 소금이 약점이며 소금이나 소금 넣은 생선구이, 바닷물 등등 소금과 관련된 것과 접하게 되면 즉시 좀비의 몸속에 있던 그림자가 본체로 돌아가게 된다. 새하얀 소금으로 부정을 씻어낸다는 의미도 있지만, 기본적으론 악마의 열매 능력으로 만든 힘이니만큼 바닷물의 힘이 깃든 소금을 이용하면 능력이 풀리는 원리인 듯. - 능력으로 강탈된 그림자는 산 사람에게도 넣을 수 있는데, 사람의 기력에 따라 그림자는 얼마든지 넣을 수 있으며, 넣어진 그림자만큼 힘이 강해지지만, 최대 10분까지만 넣을 수 있고, 그 후엔 보통 기절한다. - 그림자를 빼앗긴 본체는 거울이나 사진에 비치지 않게 되며, 태양빛을 받으면 소멸한다. - 그림자를 잃으면 정신을 잃어, 이틀간 깨어나지 않는다. - 그림자의 지배 권한은 전적으로 능력자에게 있으며, 능력자가 직접 본래의 몸으로 돌아가라고 명령하면 그림자는 본체로 되돌아간다. - 능력자 본인의 그림자도 조종할 수 있으며, 자신의 그림자와 본체는 언제든지 서로의 위치를 바꿀 수 있다. |
| 홀로홀로 열매            | 페로나                                  | 자신의 몸에서 고스트를 만들어 조종하거나 자신을 고스트로 바꾸는 능력.                                   | - 능력자의 몸에서 만들어진 고스트는, 실체가 없는 영체이기 때문에 모든 공격이 통하지 않는다. - 능력자가 만들어낸 고스트가 사람의 몸을 관통하여 지나갈 경우, 고스트가 통과한 사람은 살 기력과 희망을 몽땅 다 잃은 채 비관주의자가 된다. 하지만 우솝처럼 원래 비관주의자인 사람에게는 통하지 않으며, 고스트가 우솝같은 비관주의자를 통과했을 때 되려 고스트가 비관주의 상태가 되는 사태가 발생한다. 물론 본체인 능력자도 영향을 받아 비관주의 상태가 된다. - 고스트 자체를 초고속 진동시켜 진공 폭파를 일으키는 것도 가능. - 고스트와 능력자는 시야를 공유한다. - 능력자 스스로가 유체이탈을 하여 고스트로 변할 수 있으며, 고스트가 된 능력자는 모든 물체와 공격을 통과하며 몸의 크기를 자유롭게 바꾸는 것도 가능하다. 다만, 유체이탈 상태에선 능력자의 본체가 무방비 상태가 된다. |
| 투명투명 열매            | 故 압살롬 → 시류                        | 몸이 투명 상태가 되는 능력.                                                                             | - 그 몸에 접촉하는 것들도 같이 투명하게 만들 수 있다. |
| 도톰도톰 열매            | 바솔로뮤 쿠마, S-베어                   | 자신의 손바닥에 돋아난 곰발바닥을 이용해 모든 것을 튕겨 내는 능력.                                      | - 손에 닿은 모든 것을 전부 다 튕겨내며, 사람이나 사물은 물론 참격, 공기, 고통이나 피로들도 튕겨낼 수 있다. - 공기나 고통, 피로를 튕겨냈을 땐 그 튕겨낸 것들은 전부 곰발바닥 형태가 된다. |
| 수술수술 열매            | 트라팔가 로                             | 일정 공간에 있는 대상의 위치 및 상황을 조작하는 능력.                                                   | - 원본판에는 오페오페노 미(병원 관계자 용어로 수술을 뜻하는 오퍼레이션의 줄임말) - '룸'이라는 돔 형태의 공간을 만들 시, 그 안에 있는 모든 상대의 위치나 상황 등을 조종한다. 룸 안에서의 능력자는 말 그대로 신과도 같은 존재. 룸의 크기는 수련을 통해 더 늘릴 수도 있다. - 지정한 위치와 상대방의 위치를 바꾸기도 하며, 상대방의 신체 부분을 바꿔 절단내기도 한다. 절단되어도 상대는 죽지 않으며 절단된 부분에서 느껴지는 감각을 전부 다 느낄 수 있다. - 심장을 바꿔 그 사람 의식 그 자체를 서로 바꿔치기하는 것도 가능. - 상대의 심장에 전기 충격을 가하여 공격하기도 한다. - '스캔'으로 룸 안의 사람의 소지품을 빼앗아 오는것도 가능. - 능력자의 생명을 담보로 하여 대상을 불사로 만드는 궁극의 기술이 있다고한다. |
| 성성 열매                | 카포네 벳지                             | 신체가 요새의 역할을 하는 능력.                                                                         | - 능력자의 신체 전체가 요새가 되어 내부에 사람과 병기등을 실을 수 있다. 즉 한명의 사람안에 실제로는 하나의 군부대가 자리잡고 있는 것과 같다. 능력 시전 중에도 이동이 가능하며, 다리를 전차바퀴처럼 바꾸어 이동하는 기술도 보였다. - 체내에 실은 사람과 병기는 능력자의 영역 밖으로 나가면 원래 크기로 돌아가고, 반대로 영역 내로 들어오면 크기가 작아진다. - 능력자는 요새 내부에 자신의 분신을 불러낼 수 있으며, 요새 내부의 지형도 자유자재로 바꿀 수 있다. 자신의 몸 전체가 거대한 성 자체가 될 수도 있다. - 요새 자체가 능력자의 신체인지라 요새 내부에 손상이 일어나면 능력자도 피해를 입는다. |
| 매료매료 열매            | 보아 행콕, S-스네이크                   | 자신에게 조금이라도 사심이 있는 자나 사물을 돌로 만드는 능력.                                           | - 능력자에게 조금이라도 사심(思心)이 있는 사람은 능력자의 힘으로 인해 차갑게 굳어 석상이 된다.(동성이라도 가능함) - 사심이 없는 사람이나 물건이라도 발차기 등의 기술을 응용해 돌로 만들 수 있다. - 석화는 능력자만이 풀 수 있으며 석화에서 풀려난 대상은 석화되는 순간 및 전후의 기억을 잃는다. |
| 독독 열매                | 마젤란                                  | 전신에서 온갖 효과를 지닌 맹독을 발산하는 능력.                                                         | - 온 몸 표면이 독이 되어서 자신의 몸을 건드리기만 하면 독에 중독 시킨다. 발산하는 독은 대상을 녹이거나, 간지럼증을 유발하거나, 의식불명으로 만드는 등등 여러 효과가 있다. - 독을 여러 가지 모양으로 변형시켜서 적을 공격할 수 있다. 구체나 미끄럼틀, 혹은 용의 형태로도 변형이 가능하며, 독을 가스처럼 발산하기도 한다. - 부작용으로 설사에 시달리게 된다. 설사의 증상은 사용한 독의 강도나 양에 따라 다르다. |
| 호르호르 열매            | 엠포리오 이반코프                       | 호르몬을 조절하는 능력.                                                                                 | - 손톱 끝으로 타인에게 호르몬을 주입할 수 있다. - 성별이나 체온, 색소, 성장, 기분 등이 전부 능력자 마음대로 조종되며 남자에서 여자로 바뀌거나 어른에서 꼬마로 바뀌는 등 다양하게 바뀐다. 또한, 육체의 재생능력을 증강시키는 치유 호르몬도 분비 가능. 인체의 엔지니어라고 볼 수 있다. - 능력자 자신의 호르몬도 조절이 가능하다. |
| 썽둥썽둥 열매            | 이나즈마                                | 손을 가위로 바꾸어 물체를 천처럼 잘라내는 능력.                                                         | - 아직 알 수 없으나, 싹둑싹둑 열매처럼 온몸이 강철로 변하지는 않는 듯 하다. - 자른 물체를 종이로 취급하여, 마음대로 접거나 구부릴 수 있다. |
| 흔들흔들 열매            | 故 에드워드 뉴게이트 ⇒ 마샬 D. 티치     | 자신의 신체에서 충격파를 발생시켜 지진을 일으키는 능력.                                                 | - 초인계 능력 중에서도 가장 파괴적인 능력 중 하나. - 대기에 충격을 가할 시 대기에 금이 가면서 금이 간 부위의 모든 것이 진동하면서 엄청난 기세로 뒤집히고 갈라진다. - 무기에 충격파를 실어 적에게 날리는 것도 가능하다. |
| 워시워시 열매            | 츠루                                    | 지정한 대상을 아주 깨끗한 세탁물로 만들어버리는 능력.                                                   | - 능력을 이용해 세탁물로 만들어진 상대는 말 그대로 세탁물처럼 빨래당해 널려진다. - 상대의 마음까지 씻어낼 수도 있다. 즉, 악한 마음을 어느 정도 정화시킨다는 뜻. |
| 표적표적 열매            | 반더 덱켄 9세                           | 자신의 손에 닿은 모든 사람이나 물체를 어느 장소에서든 공격하는 능력.                                    | - 공격에 사용된 무기는 목표물을 끝까지 쫓아가서 맞춘다. 한마디로 미사일이 되는 것이다. 다만, 일격에 맞추지 못하면 불발된다. - 왼손과 오른손에 하나씩, 총 2개까지 목표물을 정할 수 있다. |
| 무기무기 열매            | 베이비 5                                | 신체를 무기로 변형시키는 능력.                                                                          | - 어떠한 무기로도 변형이 가능하며, 폭탄이나 미사일 등으로 변형시킬 경우, 폭파되어도 파편이 모여 신체가 재생된다. - 싹둑싹둑 열매보다 상위 능력이다. |
| 빙글빙글 열매            | 버팔로                                  | 신체 부위를 자유자재로 회전시키는 능력.                                                                 | - 신체의 어떤 부위든지 360도 회전이 가능하다. - 회전속도를 조절하여 하늘을 날 수도 있고, 회오리를 일으킬 수도 있다. |
| 찐득찐득 열매            | 트레볼                                  | 자신의 몸에서 끈끈한 점액을 만들어 내는 능력.                                                           | - 신체에서 점액을 만들거나 점액으로 몸을 위장할 수 있고, 점액을 옷처럼 만들어 입을 수도 있다. - 콧물이나 자신의 몸에서 끈끈한 점액으로 상대를 못 움직이게 할 수 있다. - 몸에서 나는 점액은 가연성 물질로, 불에 닿으면 폭발한다. |
| 하비하비 열매            | 슈거                                    | 대상을 완구로 바꾸는 능력.                                                                              | - 능력자가 손을 댄 대상은 곧바로 완구가 되어버리며, 인간뿐만 아니라 동물을 바꾸는 것도 가능하다. - 완구가 된 대상이 능력자와 계약을 하면 본인의 의식은 살아 있으나, 능력자의 명령대로 행동하게 되며. 이 때 계약의 권한은 전적으로 능력자에게 있다. 다만, 계약을 하지 않으면 완구가 되어도 본인 의지대로 움직일 수 있다. - 완구의 특성상 신체가 플라스틱이나 솜 등으로 바뀌어버리기 때문에, 원래 몸에 비해 신체 능력이 크게 저하된다. 대상이 악마의 열매 능력자라면 능력도 상실하는 듯. - 다른 대상은 완구가 된 대상을 기억하지 못하고 잊어버린다. - 능력자가 의식을 잃을 경우, 완구가 되어버린 대상들 모두 본래의 모습으로 돌아가고, 다른 대상들이 잊어버린 기억도 돌아온다. - 능력자는 열매를 복용했을 때의 모습 그대로 성장이 멈춰 버린다. |
| 배리어배리어 열매        | 故 쿠로즈미 세미마루 → 바르톨로메오     | 신체 주위에 보이지 않는 방어벽을 만드는 능력.                                                           | - 원작에서는 바리바리 열매('바리'는 장벽을 뜻하는 영어 '배리어(Barrier)'의 준말). - 아무리 강력한 공격이라도 막아내 버린다. - 배리어를 밀어 적을 공격할 수도 있다. - 자신의 신체에 직접 배리어를 쳐서 공격도 가능하다. - 배리어의 형태를 자유자재로 만드는 것도 가능. - 한 번에 만들어낼 수 있는 배리어의 면적에는 제한이 있다. 만약 배리어를 한계치까지 만들었을 경우, 배리어를 새로 만들기 위해선 이전에 만든 배리어를 해체해야 한다. |
| 바늘바늘 열매            | 레오                                    | 사물을 자유자재로 바느질하는 능력.                                                                      | - 원작에서는 누이누이노 미('누이'(ぬい)는 '바느질'을 뜻하는 일본어). - 상대의 신체를 꿰매어 꼼짝 못 하게 만드는 것도 가능하다. |
| 또록또록 열매            | 바이올렛                                | 모든 것을 꿰뚫어볼 수 있는 능력.                                                                        | - 원작에서는 기로기로노 미('기로기로(ぎろぎろ)'는 '눈알을 굴리는 모양'을 뜻하는 일본어). - 손가락으로 원을 만들고 눈에 대어 투시를 한다. 즉, 손가락이 투시경이 되는 셈. - 사람의 마음과 기억까지 꿰뚫어보는 것도 가능하다. - 타인에게도 자신이나 제 3자의 기억을 보여줄 수 있다. - 눈물을 이용하여 공격기술을 사용하는 것도 가능하다. - 천리안의 능력도 지녀, 최대 4000평방km 내의 범위까지 볼 수 있다. |
| 아트아트 열매            | 조라                                    | 사물의 외양을 마음대로 바꾸는 능력.                                                                     | - 능력자가 상상한 그림대로 사람, 물건 등의 외양을 바꿀 수 있다. - 무기의 외양을 바꾸어 무기의 기능을 상실시키는 것도 가능하다. |
| 재킷재킷 열매            | 켈리 펑크                               | 자신의 몸을 재킷처럼 바꾸는 능력.                                                                       | - 능력자는 자신의 몸을 입은 생물을 지배하여 마음대로 움직일 수 있다. - 능력자의 몸을 입을 수 있는 생물의 크기에는 제한이 없다. |
| 펑펑 열매                | 글라디우스                              | 사물을 부풀려 터뜨리는 능력.                                                                            | - 자신의 신체 일부를 터뜨려 폭발을 낼 수 있으며, 신체의 원형도 유지된다. - 사물, 즉, 무생물을 터뜨려 수류탄처럼 파편으로 공격하기도 한다. - 자신을 제외한 생물은 터뜨리지 못한다. - '펑크 헤어'라는 기술로 머리카락을 독침으로 만들 수도 있다. |
| 헤엄헤엄 열매            | 세뇨르 핑크, S-샤크                     | 땅이나 벽에서 헤엄치는 능력.                                                                            | - 원작에서는 수이수이노 미('수이'는 영어 'swim'을 가타카나로 표기한 'スイム'의 줄임말로 추측되나, 물 속을 가르는 모양새를 나타내는 의성어 'すいすい'일 가능성도 있음). - 능력자가 지나간 곳은 원상태가 된다. 즉, 흔적이 남지 않아 동물계의 땅굴땅굴 열매보다 상위 능력으로 볼 수 있다. - 몸을 땅 속에 완전히 숨겨 잠수하는 것도 가능하다. - 능력자이기 때문에 물 속에서는 헤엄치지 못한다. |
| 톤톤 열매                | 마하 바이스                             | 자신의 몸무게를 톤 단위로 증가시키는 능력.                                                              | - 최대 1만톤까지 체중을 증가시킬 수 있으며, 킬로킬로 열매보다 상위 능력이다. 킬로킬로 열매처럼 체중을 줄일 수 있는지는 불명. - 상대 위로 점프한 뒤 몸무게를 급격하게 올려 자신의 몸으로 상대를 압사시킬 수 있다. |
| 펄럭펄럭 열매            | 디아만테                                | 손으로 만진 물체를 펄럭거리게 만드는 능력.                                                              | - 펄럭거리는 상태가 되어도 물질 고유의 성질은 유지된다. - 검 같은 무기를 펄럭거리게 만든 뒤, 새로운 형체를 만드는 것도 가능하며, 반대로 접어둔 무기를 원상태로 펼쳐 사용할 수도 있다. - 자신의 신체도 펄럭거리게 할 수 있다. |
| 바위바위 열매            | 피카                                    | 바위를 이용하여 전신을 석화시키는 능력.                                                                 | - 돌벽 등 바위더미를 신체의 일부로 바꿀 수 있다. 바위가 없는 곳에서도 능력을 쓸 수 있는지는 미지수. - 주변의 바위더미를 조종하여 마음대로 다룰 수도 있다. - 바위가 충분히 크다면 석화된 신체의 크기도 거대화시킬 수 있으며, 건물이나 산 하나 전체를 자신의 몸으로 만드는 것도 가능하다. |
| 고요고요 열매            | 故 돈키호테 로시난테                    | 특정공간을 무음으로 만드는 능력.                                                                        | - 원작에서의 이름은 나기나기(ナギナギ) 노 미. - 자신의 주변에 보이지 않는 차단벽을 만든다. 이 공간 안의 소리는 밖에서 들을 수 없다. 물론 공간 밖의 소리도 안에서 들리지 않는다. - 특정사물이나 생물에게 기술을 쓰면 그 사물이나 사람에게선 소리가 나지 않는다. - 능력자가 의식을 잃으면 능력이 해제되어 다시 소리가 난다. - 아마도 소리소리 열매와 상성이 있음 (고요고요>소리소리) |
| 치유치유 열매            | 맨셸리                                  | 다친 신체를 치유하는 능력.                                                                              | - 눈물로 신체를 치유할 수 있다. - 능력자의 수명을 담보로 하여 생물이나 사물을 원상태로 회복할 수 있다. - 눈물의 성분에 맺히는 민들레인 '치유들레'라는 걸 만들어 내어 그 솜털은 광범위로 퍼져 있는 사람에게는 기적적인 '초회복'을 일으킬 수 있는 능력이 있다. 하지만 기적적인 '초회복'은 단 몇 분 밖에 되지 않는 단점이 있다. |
| 소울소울 열매            | 故 카르멜 → 샬롯 링링                   | 타인의 영혼을 다룰 수 있는 능력.                                                                        | - 상대로부터 수명으로서의 영혼을 빼낼 수 있다. - 빼낸 영혼은 동·식물과 무생물에 주입하여 사람처럼 행동하게 할 수 있다. 단 시체나 살아있는 사람에게 주입하는 것은 불가능하다. - 능력자는 자신의 영혼의 분신을 만들어서 다룰 수 있다. |
| 미러미러 열매            | 샬롯 브륄레                             | 거울을 다루는 능력.                                                                                     | - 능력으로 거울을 만들어내어 목표물의 거울상을 만들 수 있다. - 거울상은 목표물의 원래 모습에서 좌우가 뒤집혀 있으며, 행동도 완벽히 따라하되, 좌우가 뒤집혀 있다. - 거울상만 만드는 것이 아니라 다른 생물의 모습을 목표물의 모습으로 바꾸는 것도 가능한데, 이때는 좌우반전이 되지 않는다. - '미러 월드'라는 기술로 거울 안에 가두는 것도 가능하다. |
| 화끈화끈 열매            | 돈 앗치노                               | 몸을 최대 10000도까지 뜨겁게 하는 능력.                                                                 | - 애니메이션 오리지널 열매. 한국판 애니메이션 채널 애니원에선 뜨거뜨거 열매로 로컬라이징 되었다. - 공기를 달구어 수증기로 만들거나 해서, 스팀을 이용해 공중부양을 하는 것도 가능. - 자신의 몸이 그 뜨거운 열을 견디는 신체이기 때문에, 열에 강해 용암에도 녹지 않는 신체를 가진다. |
| 미니미니 열매            | 릴리 엔스토막(애니메이션) 브류(게임 판) | 자신의 신체 크기를 자유자재로 줄이는 능력.                                                              | - 애니메이션 오리지널 열매. |
| 그물그물 열매            | 라르고                                  | 자신이 먹은 것을 그물로 만들어 신체에서 발산하는 능력.                                                  | - 극장판 기념 애니메이션 오리지널 열매. - 기본형은 끈끈이 그물. - 불을 먹으면 불의 그물을, 철을 먹으면 철로 된 그물 등 여러 가지 자연물을 그물로 만들어 발사할 수 있다. - 자신의 신체도 그물로 변형이 가능해, 충격을 흡수하거나 상대를 자기 몸 안에 가두는 것도 가능하다. |
| 소곤소곤 열매            | 아피스(한국판에서는 유리카)             | 모든 생명체의 마음 속 소리를 들을 수 있는 능력.                                                         | - 애니메이션 오리지널 열매. - 다른 사람은 물론이고 동물, 식물은 물론 괴수의 소리까지 알아 들을 수 있다. - 열매의 영향으로 굉장히 귀가 좋아진다. |
| 낫낫 열매                | 에릭                                    | 자신의 손톱을 낫처럼 날카롭게 바꾸는 능력.                                                              | - 애니메이션 오리지널 열매. 한국판에서는 손톱손톱 열매로 로컬라이징 되었다. - 손톱을 낫처럼 바꿔, 대상을 깔끔하게 잘라내는 힘을 선보인다. - 손톱에서 기류를 날카롭게 다듬어 날리는 것도 가능. |
| 소리소리 열매            | 엘도라고                                | 소리를 광선 형태로 발사하는 능력.                                                                       | - 극장판 오리지널 열매. - 고함을 지르면 그 즉시 그 고함의 세기에 따라 광선이 나간다. |
| 딱딱 열매                | 베어 킹                                 | 자신의 몸을 철의 경도로 바꾸는 능력.                                                                    | - 극장판 오리지널 열매. - 정확히 말해 몸이 철 수준으로 단단해지는 것이지, 자신의 몸이 철 자체로 변하는 것은 아니다. - 신체를 가열시켜 열 전도율을 이용해 공격하는 것도 가능. |
| 포자포자 열매            | 므슈르                                  | 몸에서 맹독성의 버섯 포자를 뿜어내는 능력.                                                              | - 극장판 오리지널 열매. - 여러 효능을 지닌 버섯 포자를 발산하며, 포자를 이용해 버섯을 증식시키거나, 포자로 분신을 만들거나, 맹독성의 포자로 공격하는 등 여러 전투 방식을 자랑한다. 하지만 식물의 포자이다 보니 불에 약하다. - 10년에 한번 씩, '페이탈 봄'(Fatal Bomb)라는 초 맹독 포자탄을 내뿜을 수 있다. 위력은 나라 하나를 멸망시킬 정도. |
| 둥실둥실 열매            | 시키                                    | 사물을 띄우는 능력.                                                                                     | - 극장판 오리지널 열매. - 자신이 손을 댄 사물은 무엇이든 공중으로 띄운 다음 자기 마음대로 조종이 가능하다. - 배를 띄워 공중항해도 가능하며, 지형을 비틀어 일으켜 사자 모양으로 만들어 공격하기도 한다. - 자신을 제외한 생물은 띄우지 못한다. |
| 뒤로뒤로 열매            | 아인                                    | 생물이나 사물을 12년 전뒤로 되돌리는 능력.                                                              | - 극장판 오리지널 열매. - 능력자가 손을 댄 생물이나 사물은 12년 전 모습으로 되돌아간다. 예를 들어 20살인 나미가 이 능력에 당하면 8살이 된다. - 생물의 나이를 넘겨서 존재 자체를 없앨 수도 있는 듯 하다. |
| 넝쿨넝쿨 열매            | 빈즈                                    | 넝쿨을 자라나게 하는 능력.                                                                              | - 극장판 오리지널 열매. - 넝쿨의 성장속도는 매우 빠르며, 넝쿨의 강도 또한 매우 강하여 방어벽을 만들거나 적을 포박할 수도 있다. - 식물이 있는 곳이면 어디든지 넝쿨을 자라게 할 수 있다. 즉 식물이 없는 곳에서는 능력을 쓸 수 없다. |
| 페트페트 열매            | 블리드                                  | 생물을 애완동물로 만드는 능력.                                                                          | - 애니메이션 오리지널 열매. - 상대의 몸에 자신의 신체에서 발하는 녹색 물질을 붙여서 애완동물처럼 조종할 수 있다. - 자신이 직접 애완동물이 될 수 있다. - 약점은 귀마개를 하면 명령이 들리지 않아 효과가 없다는 것. - 애완동물이 된 대상은 자신의 전체의 힘을 끌어내게된다. 그것을 이용해서 자신이 애완동물이 돼서 싸우기도 한다. |
| 모아모아 열매            | 반디 월드                               | 손에 닿은 것을 크기나 속도, 힘을 10배 이상을 증폭시킬 수 있는 능력.                                     | - 15주년 3D2Y 특별편 애니메이션 열매. - 자신의 손에 닿은 것의 크기나 속도,힘을 증폭시킬 수 있다. 예를 들어 대포알의 크기나 파워를 늘릴 수 있다. - 자신의 파워나 속도를 스스로 증폭시켜 강화할 수 있다. |
| 큐브큐브 열매            | 가이람                                  | 어떤 것도 정육면체로 자유자제로 나룰 수 있는 능력.                                                      | - 15주년 3D2Y 특별편 애니메이션 열매. - 벽이나 지면에 손을 대면 그것을 정육면체로 나누어 자유자재로 다룰 수 있다. - 공기를 정육면체로 압축해서 '에어 큐브'를 만들 수 있다. - 사람을 정육면체로 만들 수도 있다. |
| 부글부글 열매            | 故 빌                                   | 자신의 몸을 용광로처럼 뜨겁게 달굴 수 있는 능력.                                                        | - 극장판 기념 애니메이션 오리지널 열매. - 뜨겁게 달궈낸 몸에서 녹은 금속을 각종 형태로 제련하여 꺼낼 수 있다. - 능력자가 석탄을 먹으면 먹은 양만큼 위력이 높아진다. |
| 통과통과 열매            | 타나카                                  | 자신의 몸을 통과 시킬 수 있는 능력.                                                                     | |
| 골드골드 열매            | 길드 테소로                             | 손에 닿은 금을 자유자재로 다룰 수 있는 능력.                                                            | |
| 할짝할짝 열매            | 샬롯 페로스페로                         | 모든 것을 사탕으로 만드는 능력.                                                                         | |
| 비스킷비스킷 열매        | 샬롯 크래커                             | 비스킷을 무한히 만들 수 있는 능력.                                                                      | |
| 메모리메모리 열매        | 샬롯 푸딩                               | 상대방의 기억을 조작하는 능력.                                                                          | - 상대방의 머리에 손을 넣어 필름을 꺼내 지금까지의 기억을 잘라내거나, 없던 기억을 붙여넣을 수 있다. |
| 쫀득쫀득 열매(떡떡 열매) | 샬롯 카타쿠리                           | 특수한 초인계. 몸을 떡으로 바꿀 수 있는 능력.                                                           | |
| 램프램프 열매            | 샬롯 다이후쿠                           | 자신의 몸을 문질러 램프 인간을 소환하는 능력.                                                           | |
| 열열 열매                | 샬롯 오븐                               | 자신의 신체에서 열을 발산할 수 있는 능력.                                                               | |
| 쿡쿡 열매                | 슈트로이젠                              | 모든 것을 식재료로 바꿀 수 있는 능력.                                                                   | |
| 럭키럭키 열매            | 바카라                                  | 자신이 손을 댄 상대방의 운을 다 빨아들이는 능력.                                                        | |
| 즙즙 열매                | 샬롯 스무디                             | 자신의 신체 이외에도 모든것을 쥐어 짜낼 수 있는 능력.                                                   | - 모든 액체를 자유자재로 다룰 수 있다. |
| 책책 열매                | 샬롯 몽도르                             | 모든 책을 자유롭게 다룰 수 있는 능력.                                                                   | |
| 크림크림 열매            | 샬롯 오페라                             | 자신의 몸을 크림으로 바꾸거나 신체에서 크림을 만들어 낼 수 있는 능력.                                   | |
| 격려격려 열매            | 벨로 베티                               | 자신이 깃발을 휘두르면 모든 사람들에게 용기를 심어주는 능력.                                            | |
| 짚짚 열매                | 바질 호킨스                             | 자신의 신체를 짚으로 변형시키는 능력.                                                                   | |
| 버터버터 열매            | 샬롯 가렛                               | 자신의 신체에서 버터를 만들어내 자유자재로 다룰 수 있는 능력.                                           | |
| 푸시푸시 열매            | 몰리                                    | 모든 것을 부수지 않고도 밀어낼 수 있는 능력.                                                            | |
| 시간시간 열매            | 故 코즈키 토키                          | 미래로 시간여행을 자유롭게 갈 수 있는 능력.                                                             | |
| 숙성숙성 열매            | 시노부                                  | 모든 것을 발효시킬 수 있는 능력.                                                                        | |
| 옷옷 열매                | 킨에몬                                  | 모든 대상으로 둔갑시킬 수 있는 능력.                                                                    | |
| 비전비전 열매            | 앤                                      | 손에 닿은 모든 이미지를 자유자재로 환영으로 만들 수 있는 능력.                                          | |
| 드륵드륵 열매            | 더글라스 불릿                           | - 접촉한 모든 사물을 마음대로 변형하거나 자신의 신체와 합체 시킬 수 있는 능력.                          | |
| 반짝반짝 열매            | 조즈                                    | - 몸 전체를 다이아몬드로 변형시킬 수 있는 능력.                                                         | |
| 쿠궁쿠궁 열매            | 잇쇼                                    | - 중력을 마음대로 조종할 수 있는 능력.                                                                  | |
| 포켓포켓 열매            | 블라멩코                                | - 몸에 무한정 주머니가 생겨 무기를 몸에서 자유롭게 넣거나 꺼낼 수 있는 능력.                            | |
| 두루두루 열매            | 라이조                                  | 두루마리를 만들어내 모든 것을 휘감을 수 있는 능력.                                                      | |
| 자기자기 열매            | 유스타스 키드                           | - 자기의 힘으로 모든 쇳덩이를 자유롭게 다룰 수 있는 능력.                                               | |
| 수숫수숫 열매            | 오타마                                  | - 자신의 뺨에서 수수경단을 만들어 낼 수 있는 능력.                                                      | |
| 붓붓 열매                | 故 쿠로즈미 칸주로                      | - 붓을 자유자재로 다룰 수 있는 능력.                                                                    | |
| 노래노래 열매            | 우타                                    | | |
| 소리소리 열매            | 스크래치멘 아푸                         | - 온몸을 악기로 바꾸거나 악기들을 연주해 소리를 내어 공격하는 능력.                                     | |
| 힘힘 열매                | 지저스 바제스                           | - 힘을 자유자재로 증가할 수 있는 능력.                                                                  | |
| 병병 열매                | 도크 Q                                  | - 어떠한 병을 만들거나 자유자재로 전염시킬 수 있는 능력.                                                | |
| 워프워프 열매            | 반 오거                                 | - 순간이동을 자유자재로 쓸 수 있는 능력.                                                                | |
| 두뇌두뇌 열매            | 故 Dr. 베가펑크                         | 온갖 무제한 지식을 얻을 수 있는 능력.                                                                   | |
| 섬섬 열매                | 아발로 피사로                           | 몸 전체를 섬으로 변할 수 있는 능력.                                                                     | |
| 나이나이 열매            | 주얼리 보니                             | 자신이나 타인의 나이를 자유자재로 바꿀 수 있는 능력.                                                    | |
| 벌컥벌컥 열매            | 바스코 샷                               | 술을 먹어서 공격할 수 있는 능력.                                                                        | |
| 거대거대 열매            | 산후안 울프                             | 자신의 신체를 거대화 시킬 수 있는 능력.                                                                 | |
| 채찍채찍 열매            | 쿠자쿠                                  | 채찍을 자유롭게 다룰 수 있는 능력.                                                                      | |
| 질척질척 열매            | 프린스 그루스                           | 신체를 점토로 바꿀 수 있는 능력.                                                                        | |
| 탑승탑승 열매            | 블루그래스                              | 능력자가 어떤 것에든지 올라타서 올라탄 모든 것을 자유자재로 조종할 수 있는 능력.                        | |
| 포신포신 열매            | 우르반                                  | 정수리가 대포로 되어 있으며, 그 정수리로 포를 발사할 수 있는 능력.                                      | |

### 자연계
자연계(自然界/로기아)는 자연물 그 자체로 신체가 변화하는 능력을 말한다. 몸을 자연화하여 물리 공격 등을 무효화시킬 수 있으며, 3계통의 악마의 열매 중 최강으로 불리고 있다. 다만, 기본적으로 신체적 능력 자체는 보통 인간 그대로일 뿐이라는 단점이 있지만, 자연계의 압도적인 공격력과 방어력은 그 단점을 무시하고도 남는다.
| 이름              | 능력자                       | 능력                              | 비고 |
| ----------------- | ---------------------------- | --------------------------------- | --- |
| 뭉게뭉게 열매     | 스모커                       | 몸이 연기가 된다.                 | - 몸에서 대량의 연기를 발생시킨다. 연기라고 해도 두텁게 모아 질량이 있기 때문에 대상을 휘감아 포박하거나 연기를 한데 뭉쳐서 공격무기로도 사용이 가능, 물론 공격받는 상대는 능력자 본인의 신체를 잡지 못한다. - 보통 연기는 비가 내리면 형체가 뭉그러지지만 능력자 본인의 신체가 존재하기 때문에 비가 내려도 연기 형태 유지가 가능하다. - 불과는 상극으로 불에 맞으면 그 열기로 인해 증발하여 흩어진다. - 다른 자연계 능력에 비해 연기여서 그런지 공격력은 비교적 약하다. |
| 이글이글 열매     | 故 포트거스 D. 에이스 ⇒ 사보 | 몸이 불이 된다.                   | - 몸에서 생성되는 화염은 각종 형태로도 변형시키거나 조종이 가능하며 어떻게 변형시키느냐에 따라 온갖 화기로 이용할 수 있다.(ex - 대포, 산탄, 샷건 등등) - 연기와는 상극으로 연기에 맞으면 화염이 상쇄된다. - 몸에서 분출하는 화염을 이용해 배의 엔진부스터를 가동하거나 추진력으로 공중을 비행하는 것도 가능. - 마그마의 온도는 보통1300c 이상 하지만 불의 최대 온도는 1650c이고, 마그마 안에는 가스가 포함되 있기 때문에 이글이글 열매가 마그마그 열매보다 하위 버전 |
| 모래모래 열매     | 크로커다일 (Mr.0)            | 몸이 모래가 된다.                 | - 전신이 모래가 되어 모래폭풍을 일으키거나 모래를 압축시켜 단단한 돌도 절단시키는 위력의 공격을 할 수 있다. 또 지형이 사막같은 모래 지형일 경우 그 지형도 조종이 가능해 모래지옥도 생성이 가능하다. 사막에서는 무적을 자랑한다고 볼 수 있음. - 손으로 잡거나 접촉한 상대의 몸에 있는 수분을 흡수할 수 있으며 수분을 흡수당한 상대는 전신이 바싹 말라 미라같은 형태로 변한다. 생명체뿐만이 아니라 사물의 수분도 빨아들일 수 있어 수분을 흡수당한 사물은 금세 풍화되어 침식된다. - 수많은 악마의 열매 중에서도 액체가 치명적인 약점인 몇 안되는 열매 중 하나. 모래의 힘인지라 물을 비롯한 액체에 닿으면 액체가 모래를 뭉쳐버리기 때문에 물리적 공격이라고 하더라도 타격을 입게 된다.(=데미지가 유효해진다.) |
| 번개번개 열매     | 갓 에넬                      | 몸이 번개가 된다.                 | - 신체에서 발산하는 번개는 따끔따끔한 정전기같은 수준에서부터 거의 도시 하나는 일격에 날려버릴 정도로 엄청난 위력을 지닌 낙뢰까지 다양하게 조절이 가능, 손가락 하나만 까딱해도 상대방을 새까맣게 태워버리는 수준의 번개도 구사 가능하다. - 번개에서 발산되는 엄청난 전열(電熱)로 인해 금속마저도 달구거나 녹이는 위력을 발산하며, 그걸 이용해 상대의 신체를 달구거나 아니면 전열로 녹여 형태변형시킨 금속으로도 공격한다. - 신체가 번개이기 때문에 그야말로 소리보다 빠르게 번개같은 스피드로 움직이는 것도 가능하며, 전신을 번개, 곧 전기로 바꾸어 금속 안을 이동할 수도 있다. - 능력치나 사용범위가 너무나도 넓은데다가 번개의 위력 자체도 강력하기 때문에 자연계 중에서도 가히 최강종이라 불린다. - 고무 같은 절연체에는 능력이 무효할 뿐만 아니라 타격 공격을 받을 수 있다. - 기절 등의 경우, 자신의 전격을 이용하여 자기 심장에 전기 쇼크를 주는 것으로 심장마사지를 해 깨어나는 것도 가능하다.              |
| 얼음얼음 열매     | 아오키지                     | 몸이 얼음이 된다.                 | - 신체에 절대 온도(kelvin)와 비슷한 냉기가 감돌고 있으며 그 냉기를 이용해 신체에 닿거나 냉기에 닿은 모든 것들을 빠르게 냉각시켜 얼릴 수 있다.(바다도 유효) - (바다가 얼정도면 -100c가지곤 어림없음 그래서 '거의 절대온도와 얼음얼음 열매의 온도가 비슷할 것이다'라는 가설을 세울수있음)( - 이 힘으로 인해 얼려진 물체는 결빙되어 가사상태가 되버리기 때문에 아무것도 할 수가 없게 된다. 결빙된 상태에서는 쉽게 깨지기 때문에 상대를 결빙한 채로 산산조각내기도 함 - 냉기가 굉장히 차갑기 때문에 바닷물이 따뜻하게 느껴질 정도이며 얼려진 채로 내버려두면 동상으로 인해 신체가 썩어 떨어져나가는 사태도 발생 - 얼음인지라 불에는 녹는 모습을 보인다. - 얼음 상태에서 깨져도 몸이 다시 얼면서 재생성된다. |
| 어둠어둠 열매     | 마샬 D. 티치                 | 몸이 어둠이 된다.                 | - 어둠이 지닌 특성인 한줄기 빛조차도 흡수해버리는 인력(引力)을 지녔으며 그 무한의 인력으로 그 어떠한 것이라도 흡수할 수 있다. 생물, 사물은 물론 상대방의 악마의 열매 능력까지도 흡수하기 때문에 모든 악마의 열매에게 있어서 방어불변(防禦不變)의 공격력을 얻은 셈. 악마의 열매 능력자가 이 능력에 닿으면 악마의 열매 능력을 사용할 수 없다. - 끌어들인 물체는 으깨서 방출이 가능한데, 이 흡수와 방출을 주 공격패턴으로 삼는다. - 어둠이라는 특성 때문인지 인력에 의해서 적의 공격까지도 흡수해버리므로 보통 자연계들 열매와는 달리 적의 공격을 받아넘기는 것은 불가능할 뿐더러 고통까지도 강제적 흡수하기 때문에 2배 가량의 데미지를 입게 되는 약점이 있다. - 방법은 밝혀지지 않았으나 악마의 열매 능력을 흡수하는 특성을 이용하여 죽은 능력자의 능력을 흡수하여 자신의 것으로 만들 수 있다. 원래 악마의 열매 능력은 1개만 가질 수 있지만 티치의 경우는 신체구조가 이형(異形)이라서 능력을 2개 이상 가질 수 있다. |
| 번쩍번쩍 열매     | 키자루                       | 몸이 빛이 된다.                   | - 빛이 된 신체는 빛이 지닌 속도와 위력을 그대로 가지게 되며, 신체에서 발산되는 빛을 한곳에 집중시켜 레이저광선을 쏘는 것이 가능하고, 신체를 광속(光速)으로 이동하는 것도 가능해진다. - 레이저광선 같은 경우는 거대 건축물을 일격에 박살내고 꿰뚫을 정도로 강력하며, 신체 자체가 광속으로 이동하기 때문에 신체능력이나 기술 자체도 저절로 위력이 높아졌다. 빛의 속도로 펀치나 킥을 날리기 때문에 상대는 키자루가 자신에게 공격을 날리는 것조차 인지할 수 없을 정도. - 빛을 레이저형태로만 바꾸는 것이 아니라 산탄이나 길, 그리고 검 등 여러 형태로 바꾸는 게 가능, 검으로 바꿀 경우 빛이지만 능력자의 신체를 기반으로 만들었기 때문에 물리적 질량을 가지고 있어 전투에도 사용할 수 있다. - 레이저만 폭파를 일으키는 것이 아니라, 빛으로 이루어진 신체로 때려도 폭발이 일어난다. |
| 마그마그 열매     | 사카즈키                     | 몸이 마그마가 된다.               | - 섭씨 1000c가 넘는 마그마를 다룬다. 그 열기는 불을 뛰어넘을 정도로 작렬지옥이기 때문에 엄청난 공격력을 발휘, 아무리 단단한 지층이라도 녹여 지하로 이동도 가능하며 마그마로 공격할 때는 마치 화산폭발과 맞먹는 힘을 발휘하며 마그마로 상대를 불태운다. |
| 늪늪 열매         | 카리브                       | 몸이 늪이 된다.                   | - 전신이 늪이 되어 자유자재로 변형되는 능력, 몸에서 늪을 뻗어내어 바닥에 펼치거나 자신의 신체를 늪으로 바꾸기도 함 - 능력을 이용해 펼친 늪 속은 밑도 바닥도 없어, 끝도 없이 빨려들어가게 된다. 빨려들어가는 것에는 제한 개수가 없으며 늪의 진흙을 이용해 상대를 압사시키는 것도 가능. - 자신의 몸을 늪으로 바꿔 상대를 빨아들이는 것도 가능한데, 상대를 빨아들이고 늪에서 원래대로 돌아올 때 능력자의 형태변화는 없으므로 물체를 무수히 몸 속에 저장시킬 수 있다. |
| 가스가스 열매     | 시저 클라운                  | 몸이 가스가 된다.                 | - 독가스로 상대를 중독시킬 수 있고, 가연성 가스를 이용하여 폭발을 일으킬 수도 있다. - 독가스의 효능은 초인계의 독독 열매를 능가한다. - 공기도 가스이므로 능력자의 신체 주변의 공기를 조종할 수 있다. 이걸 역이용해서 적 주위의 공기 속의 산소 농도를 극한까지 낮추어 상대를 질식시키는 것 또한 가능하다 - 기체를 압축, 여러 형태(ex - 검)로 만들어 무기로 사용할 수도 있다. - 능력자 본인이 가스이므로 맹독 가스 속에서도 살아남을 수 있다. - 불과 상성이 좋지 않지만 근처에 공기를 없엘수 있기에 이글이글 열매와 대등하다. |
| 눈눈 열매         | 故 모네 ⇒                    | 몸이 눈이 된다.                   | - 눈으로 이글루를 만들어 자신과 아군을 보호하거나 적을 가둘 수 있다. 눈 벽의 강도 역시 웬만한 완력으로는 파괴하지 못할 정도. - 눈의 냉기를 이용, 주변의 온도를 낮추는 것도 가능하여 상대방의 체온을 떨어뜨릴 수 있다. 얼음얼음 열매처럼 물을 얼릴 수 있는지는 미지수. - 눈을 굳혀서 형태를 만들어 무기로도 사용할 수 있다. - 눈이기 때문에 열에 약하다. |
| 끈적끈적 열매     | 가스파데                     | 몸이 물엿이 된다.                 | - 극장판 오리지널 열매. - 엿을 여러 가지 형태로 변형시키는 것이 가능하며 최대한 물엿을 밀집시켜 단단하게 굳힌 뒤, 무기로 사용하기도 한다. - 밀가루에 접하면 물리공격이 통한다. 물엿은 원래 밀가루에 붙으면 딱딱하게 굳어 밀가루와는 상극이라 밀가루가 약점이다. |
| 눅진눅진 열매     | 하니 퀸                      | 몸이 액체가 된다.                 | - 극장판 오리지널 열매. - 옷을 모두 벗어야만 구현시킬 수 있다. |
| 종이종이 열매     | 사이먼                       | 몸이 종이가 된다.                 | - 게임 판 오리지널 열매. |
| 숲숲 열매         | 아라마키                     | 몸 전체가 숲이 된다.              | - 나무를 아무데서나 자라게 한다. - 광합성을 하기 때문에 밥을 안 먹어도 된다. - 회복 능력이 최고 수준이다. |
| 그을음그을음 열매 | 카라스                       | 몸을 검게 변하게 할 수 있는 능력. | |

### 동물계
동물계(動物界/조온)는 몸이 동물처럼 변하는 능력을 말한다. 형태에 따라 인간형(人間形), 인수형(人獸形) , 동물형(動物形)으로 나뉜다.
동물계가 지닌 특징이라면 모델과 종(種)을 들 수 있다. 동물계 열매에서만은 다른 두 종류들에는 없는 모델이란 것이 존재하여, 생물분류학(종속, 과목, 강문 등등)적으로 같은 목에 속하는 다른 동물들의 경우에는 열매 이름은 같아도 그 모델로 능력 차이를 두는 방식으로 구분된다. 또한, 동물에 따라서 초식종(草食種), 육식종(肉食種)으로 분류가 되며 그 위로는 자연계 열매보다도 희귀하다는 고대종(古代種)과 거의 세계에 2~3개 정도밖에 발견되지 않았다는 환수종(幻獸種)도 존재한다. 임펠 다운 편에서 동물계 능력자들에게도 각성이 있다는 것이 前 칠무해인 크로커다일에 의해 밝혀졌다. 각성한 동물계 능력자는 빠른 회복력과 굉장한 강인함을 보인다. 타마고 남작이 먹은 달걀달걀 열매 능력은 몸이 깨질때 마다 타마고 남작 → 병아리 자작→ 닭 백작으로 반복적으로 진화하며, 보통 동물계 능력과 전혀 다른 동물계이다.
- 인간형(人間形)은 능력자 본인의 형태로 변한다. 본체가 인간일 경우는 인간의 모습으로, 동물일 경우에는 동물의 모습으로 변한다. 또 그랜드라인의 신기술로 물건이 먹었을 경우 물건 본연의 형태로 돌아온다.
- 인수형(人獸形)은 반인반수(半人半獸) 형태로 변한다. 인간의 신체능력과 동물의 신체능력이 조화로운 상태이기 때문에 대개 3가지 형태 중 전투 능력이 가장 좋은 형태이다.
- 동물형(動物形)은 동물 형태로 변한다. 사람사람 열매를 복용했을 경우, 인간은 열매에 맞는 인간의 형태로 동물은 보통 인간의 형태로 변한다.

| 이름              | 모델                    | 능력자                     | 능력                                               | 비고 |
| ----------------- | ----------------------- | -------------------------- | -------------------------------------------------- | --- |
| 사람사람 열매     | 인간                    | 토니토니 쵸파              | 인간으로 변신하는 능력.                            | - 동물이 사람사람 열매를 복용했을 경우, 인간의 언어능력과 지능, 사고 방식을 가지게 되며 인간처럼 행동을 할 수 있다. - 쵸파의 경우에는 '럼블 볼'이란 악마의 열매 파장을 변화시키는 약을 이용하여 7가지 형태로 변할 수 있다.(오로지 쵸파의 경우에만) |
| 사람사람 열매     | 대불                    | 센고쿠                     | 대불상으로 변신한다.                               | - 자연계보다 훨씬 희귀하다는 환수종 열매. 진화론적으로 보면 인간도 동물의 한 종류임으로 부처(부처상)는 환수종으로 분류된다. - 몸이 커지면서 불상으로 변한다. - 손에서 충격파를 내보내는 등 여러 신체 능력을 자랑한다. |
| 사람사람 열매     | 니카                    | 故 조이보이 → 몽키 D. 루피 | 니카로 변신한다.                                   | |
| 사람사람 열매     | 오오뉴도                | 규키마루(오니마루)         | 오오뉴도로 변신한다.                               | |
| 소소 열매         | 들소                    | 도르돈                     | 들소로 변신한다.                                   | - 전신이 들소로 변하면서 허벅지 근육 및 다리의 힘이 급격하게 증강 - 들소가 지닌 뿔과 특유의 돌진력, 그리고 지구력과 힘을 지니게 되었으며 여러 악마의 열매 중에서도 돌파력과 돌진력이 높은 편. |
| 소소 열매         | 기린                    | 카쿠                       | 기린으로 변신한다.                                 | - 열매의 힘인지는 모르겠지만 목을 비롯한 팔다리의 길이를 자유자재로 늘이고 줄일 수 있다. 길다란 목이 약점이 될 수도 있으나 카쿠 같은 경우에는 원래부터 몸을 단련해온터라 목을 아주 유연하게 다루어 공격의 반동도 조절할 수 있으며 신체의 크기와 길이가 비정상적으로 커졌기 때문에 인간일 때 썼던 기술의 사정거리나 속도, 파워가 엄청나게 상승한다. - 기린이 본래 몸체가 큰 동물인지라 인수형으로 변하면 몸체가 커진다. |
| 소소 열매         | 젖소                    | 미노타우루스               | 젖소로 변신한다.                                   | - 임펠 다운의 옥졸수 중 하나. - '각성'으로 동물의 능력을 최대한으로 끌어낸 능력자. |
| 새새 열매         | 팔콘                    | 페루                       | 팔콘으로 변신한다.                                 | - 악마의 열매 중 세계에서 5종 밖에 확인되지 않은 비행 타입 능력(동물계, 초인계, 자연계를 통틀어서) - 창공을 가르는 스피드로 날카로운 기류를 일으키며 공격이 가능하며, 비행 스피드 또한 육안으로 식별이 불가능할 정도로 빠르다. |
| 새새 열매         | 독수리                  | 버즈                       | 독수리로 변신한다.                                 | - 극장판 오리지널 열매. - 개가 커다란 독수리로 변한다. |
| 새새 열매         | 불사조                  | 마르코                     | 불사조로 변신한다.                                 | |
| 새새 열매         | 알바트로스              | 모르건즈                   | 알바트로스로 변신한다.                             | |
| 개개 열매         | 닥스훈트                | 래스                       | 닥스훈트로 변신한다.                               | - 그랜드 라인의 신 기술로 총에 먹인 악마의 열매. - 열매의 영향으로 이 총이 총알을 발사할 때마다 기침을 하면서 개짖는 소리를 낸다. |
| 개개 열매         | 재칼                    | 챠가                       | 재칼로 변신한다.                                   | - 육식 종의 열매이지만 재칼이 원래 몸집이 작은 동물이라 인수형이 그다지 크지 않다. 대신에 재칼의 날렵함을 지녀, 상대가 볼 수 없는 움직임으로 접근하여 순식간에 쓰러뜨릴 수 있다. |
| 개개 열매         | 울프                    | 쟈브라                     | 늑대로 변신한다.                                   | - 육식 종의 열매로 개개 열매 중에서도 매우 흉폭하고 강력한 모델. - 개의 후각과 늑대의 민첩함, 게다가 일주일은 굶어도 끄떡없는 체력을 얻는다. - 인수형은 몸체가 크지만 늑대의 특징인 기민성과 민첩함이 있기 때문에 크기가 커도 스피드가 느리거나 하진 않는다. |
| 개개 열매         | 치와와                  | 미노치와와                 | 치와와로 변신한다.                                 | - 임펠 다운의 옥졸수 중 하나. - '각성'으로 동물의 능력을 최대한으로 끌어낸 능력자. |
| 개개 열매         | 너구리                  | 분부쿠(차솥)               | 너구리로 변신한다.                                 | |
| 개개 열매         | 구미호                  | 카타리나 데본              | 동물계 환수종. 구미호로 변신한다.                  | |
| 개개 열매         | 오오쿠치노 마카미       | 야마토                     | 동물계 환수종. 오오쿠치노 마카미로 변신한다.       | |
| 개개 열매         | 하운드                  | 하운드                     | 하운드로 변신한다.                                 | |
| 땅굴땅굴 열매     | 두더지                  | Miss. 메리크리스마스       | 두더지로 변신한다.                                 | - 두더지의 특징으로 발이 발달되어 모래나 흙 속을 헤엄치듯이 돌아다닐 수 있다. - 땅속을 헤엄치는 속도는 인간이 탈것을 탄 속도보다도 훨씬 더 빠르며, 어찌나 빠른지 땅속에서 헤엄치는 도중에도 벽 같은 장애물이 있으면 돌벽 정도는 그대로 깨부수고 돌진할 수 있다. 또, 땅속에서 빠른 속도로 지면을 향해 솟구치듯 공격할 수 있다.                                                                                          |
| 말말 열매         | 말                      | 피에르                     | 말로 변신한다.                                     | - 새가 말말 열매를 먹었기 때문에 인수형은 페가수스. |
| 말말 열매         | 얼룩말                  | 미노제브라                 | 얼룩말로 변신한다.                                 | - 임펠 다운의 옥졸수 중 하나. - '각성'으로 동물의 능력을 최대한으로 끌어낸 능력자. |
| 말말 열매         | 페가수스                | 스트롱거                   | 페가수스로 변신한다.                               | |
| 고양고양 열매     | 레오파드                | 로브 루치                  | 표범으로 변신한다.                                 | - 육식 종의 열매로, 고양고양 열매과이기 때문에 개개열매 종보다 더욱더 흉폭하고 사납다. - 인수형은 몸체가 크다. 하지만 표범의 스피드와 민첩성, 기민성을 얻었기 때문에 별 문제 되지 않는다. - 표범의 스피드를 이용한 육체능력을 최대한 살려 공격하는 것이 특징이며 날카로운 발톱과 이빨, 그리고 스피드로 상대를 번롱하면서 서서히 찢어죽인다.                                                                            |
| 고양고양 열매     | 사벨 타이거             | 후즈 · 후                  | 동물계 고대종. 사벨 타이거로 변신한다.             | |
| 코끼리코끼리 열매 | 코끼리                  | 펑크프리드 (스팬담의 검)   | 코끼리로 변신한다.                                 | - 그랜드라인의 신기술로 검이 먹은 악마의 열매. - 동물형일 땐 보통 코끼리, 인수형일 땐 코가 칼날이 되며, 인간형일 땐 칼의 형태로 돌아온다. |
| 코끼리코끼리 열매 | 매머드                  | 잭                         | 매머드로 변신한다.                                 | - 악마의 열매의 고대종. 자연계보다 희귀하다. |
| 뱀뱀 열매         | 킹코브라                | 보아 마리골드              | 킹코브라로 변신한다.                               | - 킹코브라의 신체능력으로 인해 체내에서 맹독을 발사하는 것이 가능하다. 맹독은 액체 상태로 발사되며 밖으로 발산된 후 바로 기화되어 독가스를 발산하는 것이 특징. |
| 뱀뱀 열매         | 아나콘다                | 보아 썬더소니아            | 아나콘다로 변신한다.                               | - 뱀의 유연함과 신축성, 그리고 스피드를 지녔으며 덩치가 크긴 하지만 스피드와 유연성 하나만큼은 동물계에선 탑 클래스. - 아나콘다의 신체능력으로 인해 뱀뱀 열매 중에서도 가장 강한 유연성과 스피드를 지녔으며 빠르고 강력한 공격도 유연하게 피하거나 받아치는 힘을 선보인다. |
| 뱀뱀 열매         | 야마타노오로치          | 故 쿠로즈미 오로치         | 야마타노오로치로 변신한다.                         | |
| 거북거북 열매     | 거북                    | 페콤즈                     | 거북으로 변신한다.                                 | - 등딱지의 내구도는 다이아몬드와 맞먹어, 웬만한 공격은 다 받아낼 수 있다. |
| 용용 열매         | 알로사우루스            | X 드레이크                 | 알로사우루스로 변신한다.                           | |
| 용용 열매         | 스피노사우루스          | 페이지 원                  | 스피노사우루스로 변신한다.                         | |
| 용용 열매         | 프테라노돈              | 킹                         | 프테라노돈으로 변신한다.                           | |
| 용용 열매         | 브라키오사우루스        | 퀸                         | 브라키오사우루스로 변신한다.                       | |
| 용용 열매         | 파키케팔로사우루스      | 울티                       | 파키케팔로사우루스로 변신한다.                     | |
| 용용 열매         | 트리케라톱스            | 사사키                     | 트리케라톱스로 변신한다.                           | |
| 도롱도롱 열매     | 아홀로틀                | 故 스마일리                | 아홀로틀로 변신한다.                               | - 그랜드 라인의 신기술로 사물이 먹은 열매. |
| 벌레벌레 열매     | 거미                    | 오니구모                   | 거미로 변신한다.                                   | - 거미의 많은 다리를 이용하여 여러개의 무기를 사용할 수 있다. |
| 벌레벌레 열매     | 말벌                    | 비안                       | 말벌로 변신한다.                                   | - 벌레의 날개를 이용하여 비행을 할 수 있다. |
| 벌레벌레 열매     | 장수풍뎅이              | 커브                       | 장수풍뎅이로 변신한다.                             | - 벌레의 날개를 이용하여 비행을 할 수 있다. - 인수형은 코가 장수풍뎅이의 뿔로 변한다. - 소인족 특유의 완력에 장수풍뎅이의 힘이 더해져 전반적인 완력이 증가하며, 돌진한 뒤 뿔로 적을 들이받기도 한다. |
| 박쥐박쥐 열매     | 뱀파이어                | 패트릭 레드필드            | 뱀파이어로 변한다.                                 | - 게임 원피스 언리미티드 월드 레드에 등장하는 열매. - 타인의 젊음을 빼앗을 수 있고, 젊음을 빼앗긴 사람이나 동물은 늙어버린다. |
| 물고기물고기 열매 | 청룡                    | 카이도                     | 청룡으로 변신한다.                                 | |
| 거미거미 열매     | 로사미갈레 그라우보겔리 | 블랙마리아                 | 로사마갈레 그라우보겔리로 변신한다.                | |
| 달걀달걀 열매     | 달걀 - 병아리 - 닭      | 타마고 남작                | 몸이 깨질 때 마다 달걀 → 병아리 → 닭으로 변신한다. | |
| 수달수달 열매     | 수달                    | 폼스키                     | 수달로 변신한다.                                   | |

## 명칭이 불확실한 열매
악마의 열매 중에는 능력은 알려졌으나 명칭이 정확하게 알려지지 않은 열매도 있으며 크게 초인계(파라미시아), 동물계(조온), 자연계(로기아)로 나뉘는 특성 중 하나로 단정짓기 어려운 부분이 많다.

## 인공 악마의 열매
베가펑크, 시저 클라운 등의 과학자들이 연구하여 인위적으로 만들어낸 악마의 열매이며 인공 열매이기 때문에 명명되는 이름이 없다. 베가펑크가 발견한 '혈통인자'(유전자)를 응용하여 만들어졌으며, 이로 인해 초인계 열매만이 제조 가능하다. 시저 클라운이 개발한 약품 'SAD'로 제조된 열매는 '스마일'이라고 불린다. 스마일 능력자들은 신체 일부만 동물의 형태로 변형시키는 것이 가능한데, 손을 사자의 머리로 바꾸는 등 신체 부위와 상관없이 가능하다. 다만, 능력이 발현될 확률은 10/1이며, 10/9 확률로 부작용이 생기면 웃는 표정 이외의 그 어떤 표정도 지을 수 없게 된다. 이름이 스마일인 것이 이 때문이다. 스마일 열매 능력자도 보통 악마의 열매 능력자처럼 헤엄을 치지 못한다.
| 능력자            | 능력             | 비고 |
| ----------------- | ---------------- | --- |
| 코즈키 모모노스케 | 용으로 변신한다. | - 베가펑크의 연구로 만들어진 열매. - 동양 설화에 등장하는 용의 형태를 하고 있다. - '비행 타입'으로 분류되어 있지는 않으나 하늘을 나는 것이 가능하다. |